# 陳善 (景泰進士)
陳善（1420年—？），字崇謙，福建興化府莆田縣人，鹽籍，明朝政治人物。同進士出身。

## 生平
正統十二年（1447年）福建鄉試第二十八名。景泰二年（1451年）辛未科會試第七十九名，殿試登進士第三甲第二十八名。

## 家族
曾祖父陳一甫。祖父陳文擅。父亲陳叔度。